# Danny Chia
Danny Chia (29 november 1972)  is een professioneel golfer uit Maleisië.

## Amateur
Chia heeft zes grote amateurskampioenschappen gewonnen in zijn amateurstijd.

### Gewonnen
- 1993: Malaysian Amateur Championship, Selangor Amateur Open (Malaysia)
- 1994: Malaysian Amateur Championship, Selangor Amateur Open (Malaysia)
- 1995: Malaysian Amateur Championship, Selangor Amateur Open (Malaysia)

## Professional
Chia werd in 1996 professional. Sindsdien heeft hij veertien veelal kleinere toernooien gewonnen maar hij heeft zijn sporen verdiend. Hij was de eerste speler die een toernooi op de Aziatische PGA Tour won. Hij was ook de eerste in Maleisië geboren speler die zich gekwalificeerde voor deelname aan het Brits Open en was de eerste Maleisiër die er vier rondes speelde. Hij eindigde op de 55ste plaats.

### Gewonnen

#### Aziatische Tour
- 2002: Taiwan Open

#### Elders
- 1996: EVA Air Open (Singapore), Jakarta Raya Open (Indonesia)
- 1999: Singapore Mini Tour event, Malaysian Mini Tour event
- 2001: Champion of Champions (Singapore), PNB OOM Challenge (Malaysia)
- 2002: Sime Darby Masters (Malaysia)
- 2003: Genting Masters (Malaysia), Classic I (Malaysia), Classic II (Malaysia)
- 2004: Kinrara Masters (Malaysia)
- 2007: International Championship (Indonesia)
- 2008: Mercedes-Benz Masters (Thailand)
- 2013: PGM Northport Glenmarie Masters (Asian Development Tour)

### Teams
- World Cup of Golf: 2001, 2002